# Jonas Wandschneider
Jonas Wandschneider (* 9. Juli 1991) ist ein dänischer Schauspieler. 

## Leben
Seine erste Rolle hatte er im dänischen Film Alien Teacher. Von 2007 bis 2008 spielte er die Rolle des Tobias Hansen in der Fernsehserie Anna Pihl – Auf Streife in Kopenhagen. 2009 übernahm er eine Hauptrolle im Jugendfilm Timetrip – Der Fluch der Wikinger-Hexe.

## Filmografie
- 2007: Alien Teacher (Vikaren)
- 2007–2008: Anna Pihl – Auf Streife in Kopenhagen (Anna Pihl, Fernsehserie, 9 Folgen)
- 2009: Timetrip – Der Fluch der Wikinger-Hexe (Vølvens forbandelse)
- 2010: Parterapi
- 2011: Drengen der ikke kunne svømme (Kurzfilm)
- 2011: Klassefesten